# 19-Norandrostendion
19-Norandrostendion se odnosi na dva steroidna izomera koji su bili u ptodaji kao dijetarni suplementi. Uglavnom su ih koristili bodibilderi. Nakon 2005, 19-norandrostenedion ima status kontrolisane supstance u SAD-u i zabranjen je za primenu u takmičarskim sportovima

## Spoljašnje veze
|  | Molimo Vas, obratite pažnju na važno upozorenje u vezi sa temama iz oblasti medicine (zdravlja). |